# Parnassins
Els parnassins (Parnassiinae) són una subfamília de lepidòpters papilionoïdeus pertanyents a la família dels papiliònids (Papilionidae).
Algunes espècies d'aquesta subfamília són conegudes per ser característiques d'hàbitats d'alta muntanya, entre d'altres, l'apol·lo (Parnassius apollo) o Parnassius mnemosyne. N'hi ha al voltant de cinquanta espècies de mida mitjana. Es distribueixen per Europa, Àsia i Nord-amèrica.

## Gèneres

### TribuParnassiini[2]
- Hypermnestra Ménétriés, 1846
- Parnassius Latreille, 1804

### TribuLuehdorfiini[3]
- Archon Hübner, 1822
- Dortites
- Luehdorfia Crüger, 1878

### TribuZerynthiini
- Allancastria Bryk, 1934
- Bhutanitis tkinson, 1873
- Sericinus Westwood, 1851
- Zerynthia Ochsenheimer, 1816

## Espècies ibèriques
- Parnassius apollo
- Parnassius mnemosyne
- Zerynthia rumina